# عبد الرشيد طبي
عبد الرشيد طبي (ولد خلال 1960 بالجزائر العاصمة) محامي وقاضي جزائري عينه رئيس الجمهورية الجزائري عبد المجيد تبون، في 7 جويلية 2021 وزيرا للعدل حافظا للأختام خلفا للوزير السابق بلقاسم زغماتي.
و كان سابقا قد عينه عبد القادر بن صالح رئيس أول المحكمة العليا بتاريخ 15 يونيو 2019 خلفا لسليمان بودي.

## نشأته ودراسته

### نشأته
وُلد سنة 1960 بالمسيلة.

### دراسته
- خريج المدرسة الوطنية للإدارة فرع القضاء سنة 1983.

- دبلوم المدرسة الوطنية للإدارة العامة بكيبك (كندا).

## المناصب التي تولاها
تقلد عبد الرشيد طبي عدة مناصب منها:

### سلك القضاء
أمين عام للمحكمة العسكرية بالبليدة.
- وكيل الجمهورية بـ:

1. محكمة سيدي عيسى.
2. محكمة سور الغزلان.
3. محكمة بوسعادة.
4. محكمة بوحجار.

- نائب عام مساعد بمجلس قضاء سطيف.

- نائب عام بـ:

1. مجلس قضاء أم البواقي.
2. مجلس قضاء البويرة.

- مدير موظفي إعادة التربية بوزارة العدل.
- رئيس ديوان وزير العدل حافظ الأختام.
- محامي عام نائب عام مساعد بالمحكمة العليا.
- رئيس أول للمحكمة العليا جوان 2019 إلى غاية جويلية 2021.
- وزير العدل حاليا

### خارج سلك القضاء
رئيس ديوان حكومة أحمد بن بيتور.
رئيس ديوان وزير المجاهدين.
رئيس ديوان رئيس المجلس الشعبي الوطني.
أمين عام المجلس الشعبي الوطني.
المدير عام للعلاقات الدولية بالمجلس الشعبي الوطني.
- وزير العدل حافظ الاختام في 07/07/2021